# Rita Levi-Montalcini
Rita Levi-Montalcini (Torino, 1909. április 22. – Róma, 2012. december 30.) olasz orvos, neurológus, sejtbiológus, egyetemi tanár. 1986-ban Stanley Cohen amerikai neurológussal megosztva kapta az 1986-os fiziológiai és orvostudományi Nobel-díjat a növekedési faktorok felfedezéséért. 2001-től haláláig az olasz Szenátus örökös tagja volt. Halálakor ő volt a legidősebb élő Nobel-díjas.

## Élete
Torinói zsidó családban született ikertestvérével, Paolával. Szülei Adamo Levi villamosmérnök és matematikus, valamint Adele Montalcini festő voltak. Édesanyját egy 1987-es nyilatkozatában „nagyszerű embernek” nevezte. Bátyja Gino Levi-Montalcini építész volt. Nővére, Anna, hatására eleinte írói pályára készült, később azonban, édesapja kezdeti ellenkezése ellenére, 1930-ban beiratkozott a torinói orvosi egyetemre. Motivációja a család egy közeli barátjának rák által okozott halála volt. 1936-ban szerezte meg orvosi diplomáját. Ezt követően a hisztológusprofesszor Giuseppe Levi asszisztenseként kezdett el dolgozni, de akadémiai karrierjét gyorsan elvágta 1938-ban a Benito Mussolini időszakában tíz olasz tudós által kiadott Manifesto per la Difenza della Razza és az ebből kialakított törvény, amely meggátolta a „nem-áriák” továbbtanulását, szakmai érvényesülését.
Rövid ideig Brüsszelben kutatott, de Belgium német lerohanása után visszatért Torinóba, ahol a második világháború folyamán hálószobájában alakított ki egy kisebb genetikai laboratóriumot. Itt a csirkeembriók idegrost-növekedését tanulmányozta, amely alapjául szolgáltak későbbi felfedezéseinek. Asszisztense egykori főnöke, Giuseppe Levi volt. A kutatási témához az ötletet Viktor Hamburger amerikai német neurológus egy 1934-es publikációja adta. 1941-ben, Torino bombázásakor a család a piemonti vidékre menekült, ott folytatta kutatásait, majd 1943-ban családja a betörő német hadsereg elől Firenzébe menekült. Amikor az angol-amerikai csapatok kiűzték a németeket Firenzéből, a hadifogolytábor orvosa lett. A család a világháborút követően visszatért Torinóba.
1947 tavaszán elfogadta a Saint Louis-i Washington Egyetem meghívását, ahol Victor Hamburger professzor vezetése alatt dolgozott. Bár a szerződés eredetileg egy szemeszterre szólt csupán, végül Levi-Montalcini tovább maradt az intézmény munkatársa: 1956-ban docensi, 1958-ban professzori megbízást kapott. 1978-ban emeritált. Közben 1962-ben megkezdte egy római kutatóközpont kiépítését, amit 1969-ig vezetett. Ekkor az olasz Nemzeti Tudományos Tanács Sejtbiológiai Intézete igazgatójává nevezték ki, amelyet 1978-ig vezetett.
Időközben az olasz állampolgársága mellett megszerezte az amerikait is. Ebben az időszakban Róma és St. Louis között ingázott. Intézetizgazgatói időszaka után nyugdíjba vonult és kutatóprofesszorként dolgozott az intézetben. 1986-ban „a növekedési faktorokban tett felfedezéseikért” megkapta kutatótársával, Stanley Cohen amerikai neurológussal, a Vanderbilt Egyetem professzorával közösen a fiziológiai és orvostudományi Nobel-díjat. Emellett 1974-ben a vatikáni Pápai Tudományos Akadémia beválasztotta tagjai sorába.
2001. augusztus 1-jén, kilencvenkét évesen, Carlo Azeglio Ciampi olasz köztársasági elnök kinevezte az olasz Szentáus örökös tagjának, ami Olaszország egyik legnagyobb elismerésének számít. Magas életkora ellenére aktívan részt vett az olasz közéletben, többször felszólalt a Szenátus ülésein. 2007. február 28-án, Romano Prodi és kormánya bizalmi szavazást kért maga ellen. A kormányoldalnak szűk és törékeny többsége volt a Szenátusban, így két független és négy örökös szenátor szavazatára is szükség volt a sikerhez, utóbbiak között volt Levi-Montalcini is (két korábbi köztársasági elnök és egy volt miniszterelnök mellett). 2012. december 30-án, 103 évesen, hunyt el.

## Díjai, elismerései
- az Amerikai Egyesült Államok Nemzeti Tudományos Akadémiája tizedik női tagja (1968)
- Louisa Gross Horwitz-díj (1983)
- fiziológiai és orvostudományi Nobel-díj (1986)
- Albert Lasker-díj (1986)
- National Medal of Science (1987)
- a FAO jószolgálati nagykövete (1999)
- a Torinói Politechnikai Egyetem díszdoktora (2006)